# Xanton-Chassenon
Xanton-Chassenon és un municipi francès, situat al departament de Vendée i a la regió del País del Loira.